# Plangia segonoides
Plangia segonoides är en insektsart som först beskrevs av Butler, A.G. 1878.  Plangia segonoides ingår i släktet Plangia och familjen vårtbitare. Inga underarter finns listade i Catalogue of Life.